# Krákumál

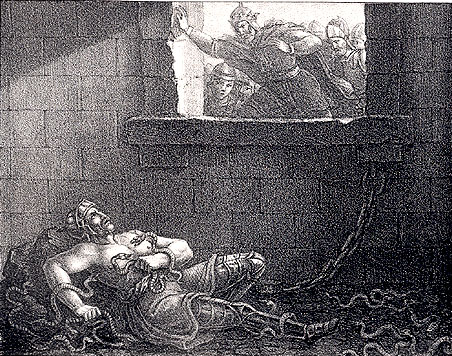
Ragnar en el pozo de las serpientes según el artista Hugo Hamilton

Krákumál o «la canción de muerte de Ragnar Lodbrok» es un poema escáldico basado en un monólogo en el cual el vikingo Ragnar Lodbrok se encuentra agonizando en el foso de las serpientes donde fue lanzado por Aelle de Northumbria y hace referencia a sus grandes gestas heroicas del pasado. Posiblemente fue compuesto a finales del siglo XII en Islandia y se compone de estrofas de diez líneas en métrica háttlausa. 
Con un variado lenguaje forzado, el poema se hace eco del regocijo de la vida de un guerrero, que a su muerte seguirá una venganza sangrienta, y la certeza que pronto conocerá los placeres del Valhalla.
El poema ha sido traducido en varios idiomas y contribuyó a la imagen moderna de un guerrero vikingo.
Extracto:
| Hjoggum vér með hjörvi. Hitt vas æ fyr löngu, es á Gautlandi gengum at grafvitnis morði; þá fengum vér Þóru, þaðan hétu mik fyrðar, es lyngölun lagðak, Loðbrók at því vígi; stakk á storðar lykkju stáli bjartra mála. | Balanceamos nuestra espada; de esto hace mucho ya cuando anduvimos en Götaland al asesinato del lobo-excavador. entonces recibimos a Þóra; desde entonces (en aquella batalla cuando maté al pescado de brezo) la gente me llamaba pantalones peludos. Apuñalé con la lanza en el lazo de la tierra. |